# Rory Cochrane
Rory K. Cochrane (Syracuse, Nova York, 28 de fevereiro de 1972) é um ator norte-americano. Mais conhecido por ter interpretado "Ron Slater" no filme Jovens, Loucos e Rebeldes, "Lucas" em Empire Records e Tim Speedle na série CSI: Miami

## Filmografia
| Filmes      | Filmes                                     | Filmes             | Filmes       |
| Ano         | Título                                     | Papel              | Notas        |
| ----------- | ------------------------------------------ | ------------------ | ------------ |
| 1991        | Um Beijo Antes de Morrer                   | Chico              |              |
| 1992        | Fathers & Sons                             | Ed                 |              |
| 1993        | Jovens, Loucos e Rebeldes                  | Ron Slater         |              |
| 1994        | Love and a .45                             | Billy Mack Black   |              |
| 1995        | Empire Records                             | Lucas              |              |
| 1995        | The Low Life                               | John               |              |
| 1997        | Dogtown                                    | Curtis Lasky       |              |
| 1998        | Febre de Viver                             | Chinatown          |              |
| 1999        | Ninguém é Perfeito                         | Pogo               |              |
| 1999        | Black and White                            | Chris O'Brien      |              |
| 2000        | Buscando a Fama                            | Felix              |              |
| 2000        | Negócio de Risco                           | Joel               |              |
| 2001        | Southlander: Diary of a Desperate Musician | Chance             |              |
| 2002        | A Guerra de Hart                           | Sgt. Carl S. Webb  |              |
| 2004        | CSI: Miami                                 | Tim Speedle (voz)  | VG           |
| 2006        | Toque de Recolher                          | Brad               |              |
| 2006        | O Homem Duplo                              | Charles Freck      |              |
| 2009        | Inimigos Publicos                          | Agente Carter Baum |              |
| 2011        | " Bringing up Bobby"                       | Walt               |              |
| Televisão   |                                            |                    |              |
| Ano         | Título                                     | Papel              | Notas        |
| 1990        | H.E.L.P.                                   | Segundo garoto     | 1 episódio   |
| 1997        | The Last Don                               | Dante Clericuzio   | Mini série   |
| 2002        | CSI: Crime Scene Investigation             | Tim Speedle        | 1 episódio   |
| 2007        | The Company                                | Yevgeny Tsipin     | 1 episódio   |
| 2007 / 2002 | CSI: Miami                                 | Tim Speedle        | 50 episódios |
| 2009        | 24                                         | Greg Seaton        | 7 episódios  |